# San Isidro el Potrero
San Isidro el Potrero är en ort i Mexiko.   Den ligger i kommunen San Francisco Cahuacuá och delstaten Oaxaca, i den sydöstra delen av landet, 300 km sydost om huvudstaden Mexico City. San Isidro el Potrero ligger 1 323 meter över havet och antalet invånare är 231.
Terrängen runt San Isidro el Potrero är huvudsakligen kuperad. San Isidro el Potrero ligger nere i en dal. Runt San Isidro el Potrero är det mycket glesbefolkat, med 3 invånare per kvadratkilometer. Närmaste större samhälle är San Antonio Huitepec, 13,5 km öster om San Isidro el Potrero. I omgivningarna runt San Isidro el Potrero växer huvudsakligen savannskog.